# Pseudanapis
Pseudanapis es un género de arañas araneomorfas de la familia Anapidae. Se encuentra en América, África, Asia y Oceanía.

## Especies
Según The World Spider Catalog 12.0:
- Pseudanapis aloha Forster, 1959
- Pseudanapis amrishi (Makhan & Ezzatpanah, 2011)
- Pseudanapis benoiti Platnick & Shadab, 1979
- Pseudanapis domingo Platnick & Shadab, 1979
- Pseudanapis gertschi (Forster, 1958)
- Pseudanapis hoeferi Kropf, 1995
- Pseudanapis parocula (Simon, 1899)
- Pseudanapis plumbea Forster, 1974
- Pseudanapis schauenbergi Brignoli, 1981
- Pseudanapis serica Brignoli, 1981
- Pseudanapis wilsoni Forster, 1959